# Liste der Biografien/Bergm
Liste der Biografien |
Portal Biografien |
Personensuche
# |
A |
B |
C |
D |
E |
F |
G |
H |
I |
J |
K |
L |
M |
N |
O |
P |
Q |
R |
S |
T |
U |
V |
W |
X |
Y |
Z |
?
 
Ba |
Be |
Bd |
Bg |
Bh |
Bi |
Bj |
Bl |
Bm |
Bn |
Bo |
Br |
Bs |
Bu |
Bw |
By |
Bz
 
Bea–Beb |
Bec |
Bed |
Bee |
Bef |
Beg |
Beh |
Bei |
Bej |
Bek |
Bel |
Bem |
Ben |
Beo |
Bep |
Beq |
Ber |
Bes |
Bet |
Beu |
Bev |
Bew |
Bex |
Bey |
Bez
 
Bera |
Berb |
Berc |
Berd |
Bere |
Berf |
Berg |
Berh |
Beri |
Berj |
Berk |
Berl |
Berm |
Bern |
Bero |
Berq |
Berr |
Bers |
Bert |
Beru |
Berv |
Berw |
Berx |
Bery |
Berz
 
Berga |
Bergb |
Bergc |
Bergd |
Berge |
Bergf |
Bergg |
Bergh |
Bergi |
Bergj |
Bergk |
Bergl |
Bergm |
Bergn |
Bergo |
Bergq |
Bergr |
Bergs |
Bergt |
Bergu |
Bergv |
Bergw
Die Liste der Biografien führt alle Personen auf, die in der deutschsprachigen Wikipedia einen Artikel haben. Dieses ist eine Teilliste mit 343 Einträgen von Personen, deren Namen mit den Buchstaben „Bergm“ beginnt.

## Bergm

### Bergma

#### Bergmai
- Bergmaier, Josef (1909–1943), deutscher Fußballspieler
- Bergmair, Bernd (* 1968), österreichischer Investor
- Bergmair, Oddo (1931–2020), österreichischer Ordensgeistlicher, Abt des Benediktinerstiftes Kremsmünster
- Bergmair, Peter (* 1955), deutscher Kommunalpolitiker (unabhängig)

#### Bergman
- Bergman, Adolf (1879–1926), schwedischer Tauzieher
- Bergman, Åke (1896–1941), schwedischer Schwimmer
- Bergman, Åke (* 1950), schwedischer Chemiker
- Bergman, Alan (1925–2025), US-amerikanischer Liedtexter und -komponist sowie SängerAlan Bergman (1925–2025)

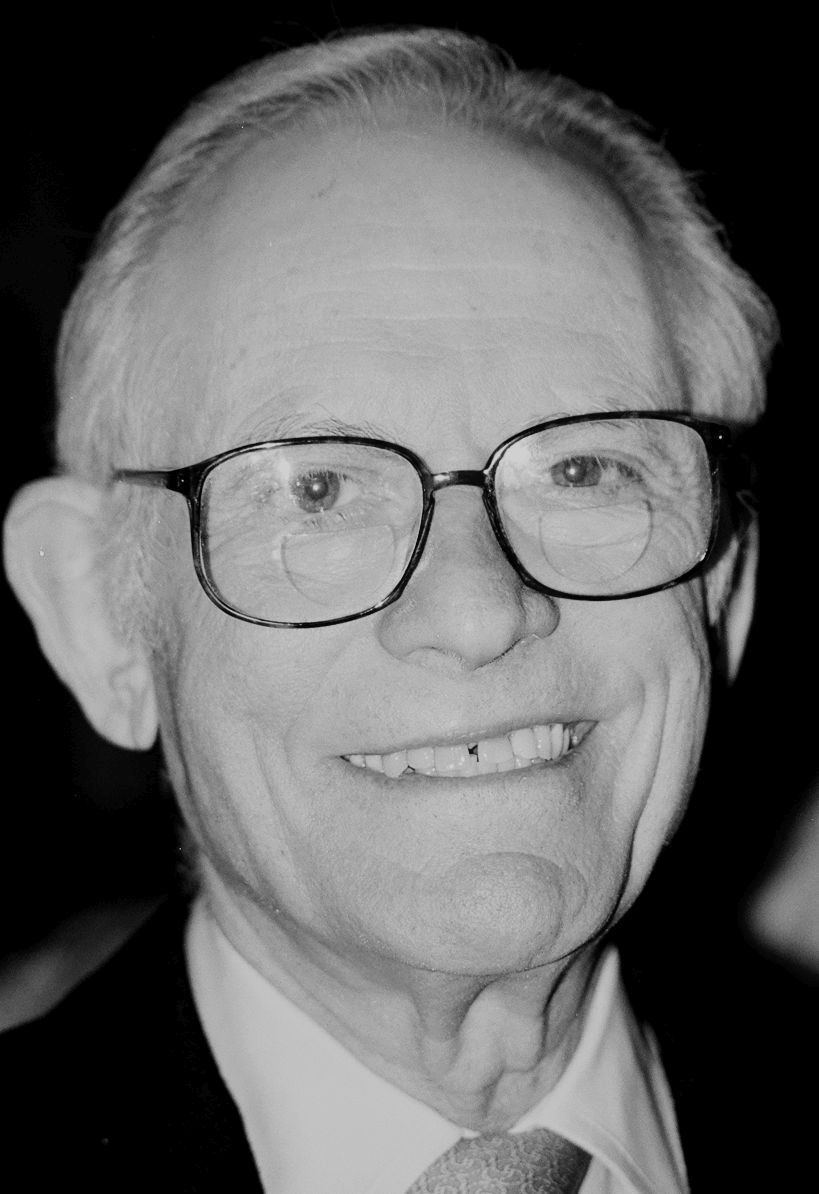
Alan Bergman (1925–2025)

- Bergman, Amanda (* 1987), schwedische Popsängerin
- Bergman, Amra (* 1977), österreichische Bühnenbildnerin, Kostümbildnerin und Modeschöpferin
- Bergman, Anders (1963–2024), schwedischer Eishockeytorwart
- Bergman, Andrew (* 1945), US-amerikanischer Regisseur, Drehbuchautor und Filmproduzent
- Bergman, Anna Olivia (* 1972), deutsche Schauspielerin, Stuntfrau, Sprecherin und Sängerin
- Bergman, Anna-Eva (1909–1987), norwegische Malerin
- Bergman, Bo (1869–1967), schwedischer Schriftsteller und Literaturkritiker
- Bergman, Borah (1933–2012), US-amerikanischer Jazzpianist
- Bergman, Carl (* 1987), schwedischer Tennisspieler
- Bergman, Carl Johan (* 1978), schwedischer Biathlet
- Bergman, Co (1913–1982), niederländischer Fußballspieler
- Bergman, David (1931–2018), israelischer Regisseur und Theatermacher
- Bergman, David J. (* 1940), israelischer Physiker und Hochschullehrer
- Bergman, Dusty (* 1978), amerikanischer Baseballspieler
- Bergman, Eleonora (* 1947), polnische Architekturhistorikerin
- Bergman, Elsa, schwedische Jazz- und Improvisationsmusikerin (Bass)
- Bergman, Emil (1908–1975), schwedischer Eishockeyspieler
- Bergman, Erik (1911–2006), finnischer Komponist
- Bergman, Folke (1902–1946), schwedischer Archäologe
- Bergman, Gary (1938–2000), kanadischer Eishockeyspieler
- Bergman, George M. (* 1943), US-amerikanischer Mathematiker
- Bergman, Gustav (* 1990), schwedischer Orientierungsläufer
- Bergman, Harold (1919–2019), US-amerikanischer Schauspieler und Stuntman
- Bergman, Henry (1868–1946), US-amerikanischer Schauspieler und Assistenzregisseur
- Bergman, Hjalmar (1883–1931), schwedischer Schriftsteller
- Bergman, Ingmar (1918–2007), schwedischer Regisseur
- Bergman, Ingrid (1915–1982), schwedische SchauspielerinIngrid Bergman (1915–1982)

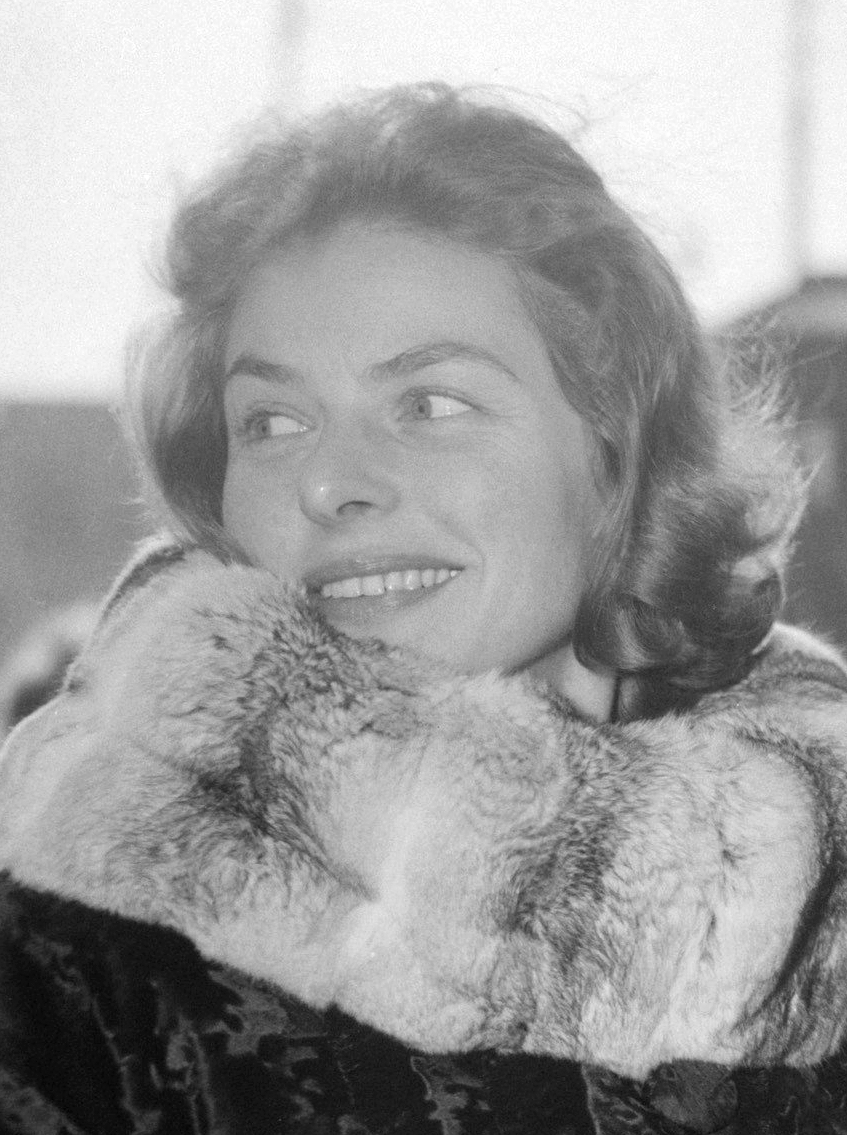
Ingrid Bergman (1915–1982)

- Bergman, Jack (* 1947), US-amerikanischer General und Politiker der Republikanischen Partei
- Bergman, Jaime (* 1975), US-amerikanische Schauspielerin, Model und Playmate
- Bergman, Jean Théodore (1795–1878), niederländischer reformierter Geistlicher, Philologe und Bibliothekar
- Bergman, Jeff, US-amerikanischer Spieler und Schiedsrichter im American Football
- Bergman, Jerry (1929–2017), US-amerikanischer Spieler und Schiedsrichter im American Football
- Bergman, Justin (* 1987), amerikanischer Poolbillardspieler
- Bergman, Liv-Kjersti (* 1979), norwegische Biathletin
- Bergman, Lowell (* 1945), US-amerikanischer Reporter und Fernsehproduzent
- Bergman, Margareta (1922–2006), schwedische Schriftstellerin
- Bergman, Marie (* 1950), schwedische Pop- und Schlagersängerin
- Bergman, Marilyn (1928–2022), US-amerikanische Liedtexterin und Komponistin
- Bergman, Marit (* 1975), schwedische Popsängerin und Songwriterin
- Bergman, Mary Kay (1961–1999), US-amerikanische Synchronsprecherin mit kleinen Schauspielrollen
- Bergman, Mats (* 1948), schwedischer Schauspieler
- Bergman, Nir (* 1969), israelischer Drehbuchautor und Filmregisseur
- Bergman, Oscar William (1860–1929), schwedischer Generalmajor, Artillerist, Erfinder, Sachbuchautor, Waffentechniker und Militärwissenschaftler
- Bergman, Per (1886–1950), schwedischer Segler
- Bergman, Ram (* 1970), israelischer Filmproduzent
- Bergman, Robert G. (* 1942), US-amerikanischer Chemiker
- Bergman, Ronen (* 1972), israelischer Journalist
- Bergman, S. Bear (* 1974), US-amerikanischer Autor
- Bergman, Samuel Hugo (1883–1975), israelischer Philosoph
- Bergman, Sandahl (* 1951), US-amerikanische Filmschauspielerin und MusicaldarstellerinSandahl Bergman (* 1951)

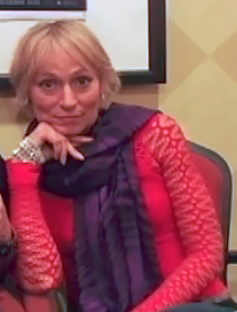
Sandahl Bergman (* 1951)

- Bergman, Stanisław (1862–1930), polnischer Historien-, Genre- und Porträtsmaler
- Bergman, Stefan (1895–1977), US-amerikanischer Mathematiker
- Bergman, Sten (1895–1975), schwedischer Zoologe und Biologe
- Bergman, Tamar (1939–2016), israelische Schriftstellerin
- Bergman, Teresa (* 1986), neuseeländische Indie-Pop-Sängerin und SongschreiberinTeresa Bergman (* 1986)

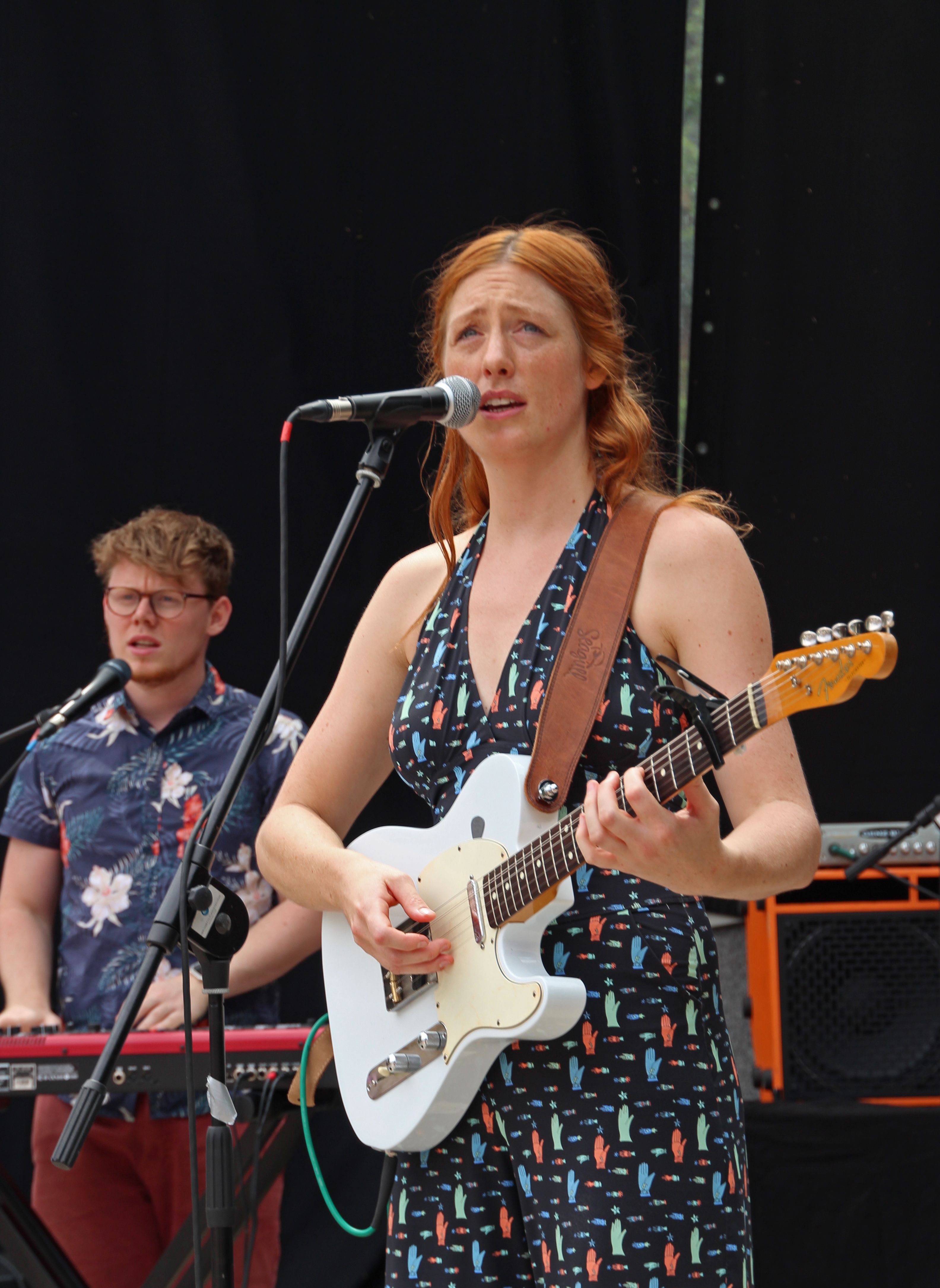
Teresa Bergman (* 1986)

- Bergman, Thommie (* 1947), schwedischer Eishockeyspieler und -trainer
- Bergman, Torbern Olof (1735–1784), schwedischer Chemiker
- Bergman, Ulrika (* 1975), schwedische Curlerin
- Bergman, Ulrika (* 1985), schwedische Schauspielerin
- Bergman, Vera (1920–1971), deutsche Schauspielerin
- Bergman, Wade (* 1990), deutsch-kanadischer Eishockeyspieler
- Bergman, Wanda (1908–1983), US-amerikanische Badmintonspielerin

##### Bergmani
- Bergmanis, Aleksandrs (1925–2016), lettischer Jurist und Holocaustüberlebender
- Bergmanis, Oskars (* 1994), lettischer Unihockeyspieler
- Bergmanis, Raimonds (* 1966), lettischer Politiker

##### Bergmann
- Bergmann von Olpe, Johann, deutscher römisch-katholischer Priester und Verleger
- Bergmann, Achim (1943–2018), deutscher Musikverleger
- Bergmann, Adolf Heinrich August (1799–1858), deutscher Industrieller
- Bergmann, Adrian (* 2001), deutscher Basketballspieler
- Bergmann, Alexander (1878–1965), deutscher Jurist und Oberlandesgerichtspräsident
- Bergmann, Alexander (* 1987), deutscher Snowboarder
- Bergmann, Alfred (1887–1975), deutscher Literaturwissenschaftler und Bibliothekar
- Bergmann, Alfred (1910–1940), deutscher Kommunist, Mediziner und Opfer des Nationalsozialismus
- Bergmann, Alfred (* 1953), deutscher Jurist und Richter am Bundesgerichtshof
- Bergmann, Alois (1903–1982), deutscher Heimatforscher des Egerlandes und hauptberuflicher Gymnasiallehrer
- Bergmann, Andreas (* 1959), deutscher Fußballspieler und -trainerAndreas Bergmann (* 1959)

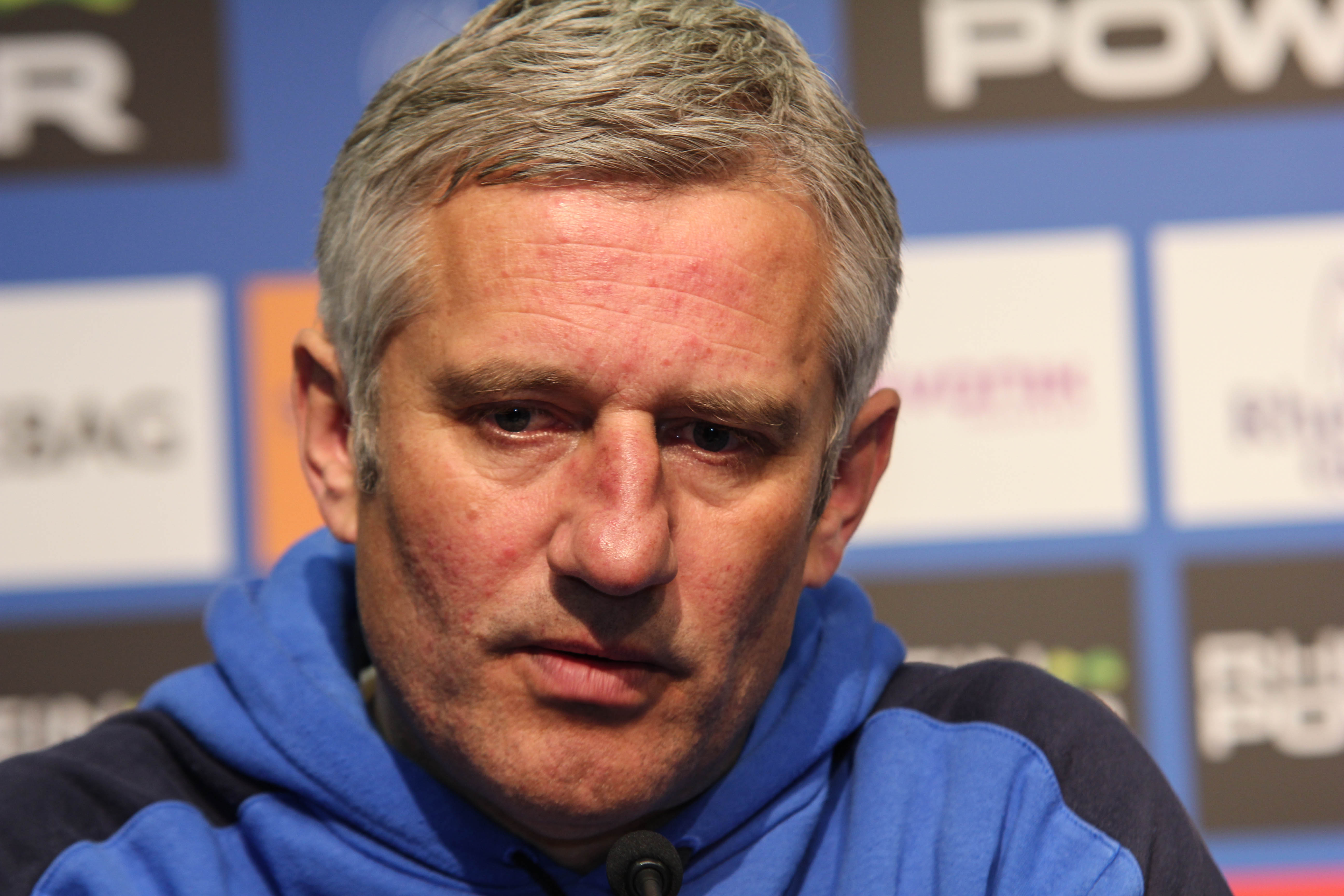
Andreas Bergmann (* 1959)

- Bergmann, Andreas (* 1973), deutscher Rechtswissenschaftler
- Bergmann, Anka (1965–2025), deutsche Slawistin
- Bergmann, Anna (* 1953), deutsche Kulturwissenschaftlerin
- Bergmann, Anna (* 1978), deutsche Theaterregisseurin
- Bergmann, Anneliese (1940–2016), deutsche Erzieherin und Richterin am Landesverfassungsgericht Sachsen-Anhalt
- Bergmann, Arnfinn (1928–2011), norwegischer Skispringer und Fußballspieler
- Bergmann, Arno (1882–1960), deutscher Schmetterlingsforscher und Physiker
- Bergmann, Arno (1934–2020), deutscher Musiker und Komponist
- Bergmann, Axel (* 1949), deutscher Fußballspieler
- Bergmann, Barbara (1927–2015), US-amerikanische Wirtschaftswissenschaftlerin
- Bergmann, Bärbel (* 1943), deutsche Psychologin
- Bergmann, Bärbl (1931–2003), erste Spielfilmregisseurin in der DDR
- Bergmann, Benjamin (* 1968), deutscher Künstler
- Bergmann, Bernhard (1948–2020), deutscher Fußballspieler
- Bergmann, Birgit (* 1963), deutsche Politikerin (CDU, FDP), MdBB
- Bergmann, Brynjar (* 1994), isländischer Eishockeyspieler
- Bergmann, Burckhard (* 1943), deutscher Industriemanager, Vorstandsvorsitzender E.ON Ruhrgas AG
- Bergmann, Carl (1814–1865), deutscher Anatom und Physiologe
- Bergmann, Carl (1821–1876), deutsch-amerikanischer Cellist und Dirigent
- Bergmann, Carl (1874–1935), deutscher Bankier und Diplomat
- Bergmann, Carl Rudolf (1866–1939), deutscher Unternehmer
- Bergmann, Charlotte (* 1920), deutsche Politikerin (LDPD), MdV
- Bergmann, Christian Gottlieb (1734–1822), deutscher Jurist und Bürgermeister von Zittau
- Bergmann, Christiane (* 1966), deutsche Polizeibeamtin und Polizeipräsidentin der Polizeidirektion Sachsen-Anhalt Süd
- Bergmann, Christine (* 1939), deutsche Politikerin (SPD), MdAChristine Bergmann (* 1939)

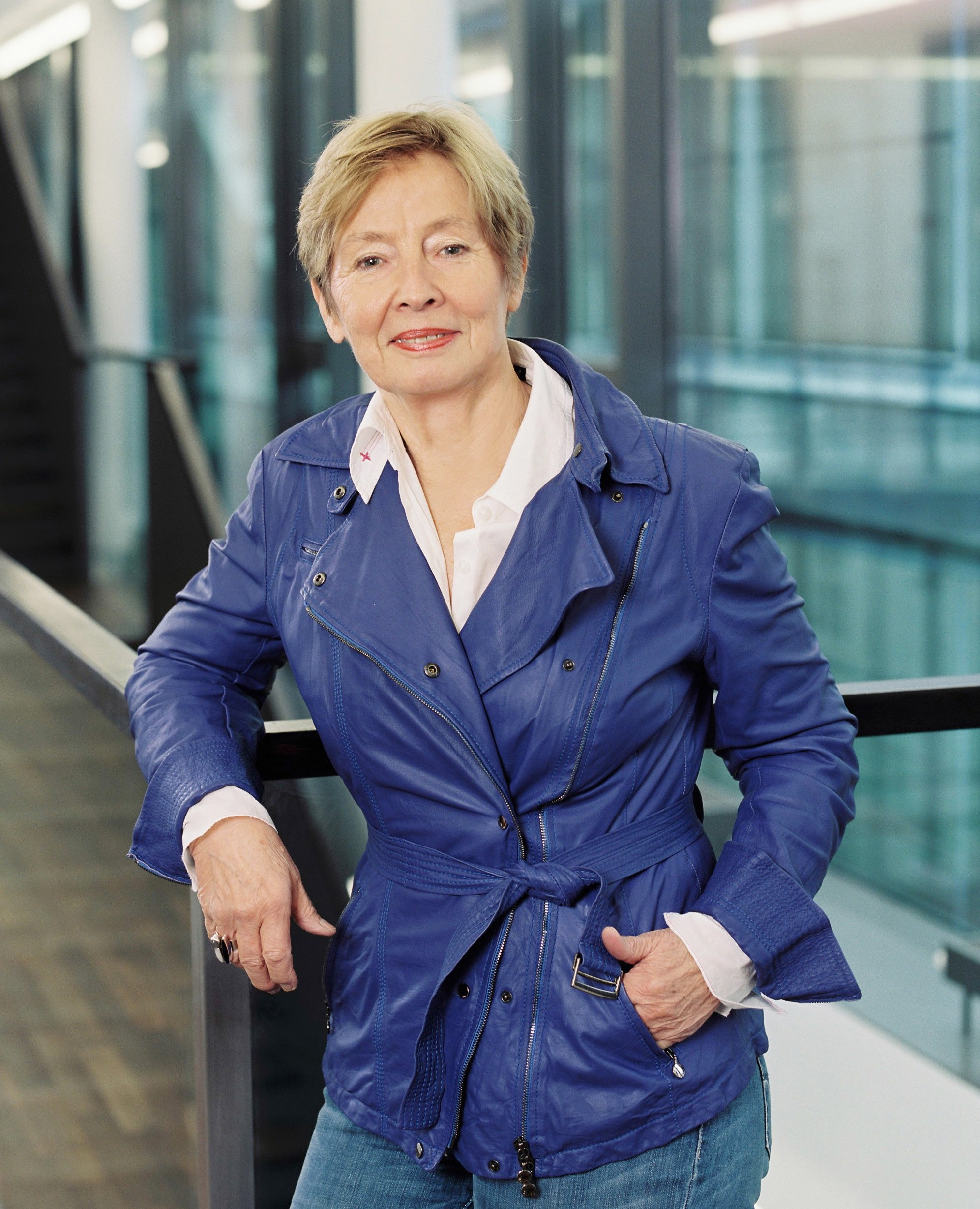
Christine Bergmann (* 1939)

- Bergmann, Conrad Peter (1886–1972), deutscher Genre- und Porträtmaler der Düsseldorfer Schule sowie Lehrer an der Kunstschule in Brixen
- Bergmann, Cornelius (1881–1951), mennonitischer Historiker und Philologe
- Bergmann, Curt (1890–1971), deutscher Tennisspieler und Fabrikbesitzer
- Bergmann, David (* 1971), US-amerikanischer Autor
- Bergmann, Eduard (1897–1973), deutscher Unternehmer, Verbandsfunktionär und dänischer Honorarkonsul
- Bergmann, Else (1886–1969), deutschsprachige Pharmakologin, Publizistin und zionistische Aktivistin
- Bergmann, Emmy (1887–1972), deutsche Kinderärztin und Montessoripädagogin
- Bergmann, Erika (1915–1996), deutsche Aufseherin im KZ Ravensbrück
- Bergmann, Ernst (1881–1945), deutscher Philosoph und Nationalsozialist
- Bergmann, Ernst (1926–1984), deutscher Kommunalpolitiker
- Bergmann, Ernst David (1903–1975), deutsch-israelischer Chemiker und Forscher für Israelische Atomwaffen
- Bergmann, Ernst von (1836–1907), deutschbaltischer Chirurg und HochschullehrerErnst von Bergmann (1836–1907)

Ernst von Bergmann (1836–1907)

- Bergmann, Ernst von (1844–1892), österreichischer Ägyptologe
- Bergmann, Eugen von (1857–1919), deutsch-baltischer Wirtschaftswissenschaftler und Hochschullehrer
- Bergmann, Eva-Maria (1941–2016), deutsche Malerin und Grafikerin
- Bergmann, Florian (* 1984), deutscher Jazz- und Improvisationsmusiker und Komponist
- Bergmann, Franz (* 1873), deutscher Ingenieur und Reichsbahndirektor
- Bergmann, Franz Xaver (1861–1936), österreichischer Kunstgießer
- Bergmann, Franziska (* 1980), deutsche Literaturwissenschaftlerin
- Bergmann, Fred, deutscher Zahnmediziner und Autor
- Bergmann, Friedrich (1890–1960), deutscher Architekt und Hochschullehrer
- Bergmann, Friedrich (1891–1945), deutscher Jurist
- Bergmann, Friedrich (* 1944), deutscher Politiker (FDP)
- Bergmann, Friedrich Wilhelm (1812–1887), elsässischer Sprachwissenschaftler
- Bergmann, Frithjof (1930–2021), österreichischer US-amerikanischer Philosoph und AnthropologeFrithjof Bergmann (1930–2021)

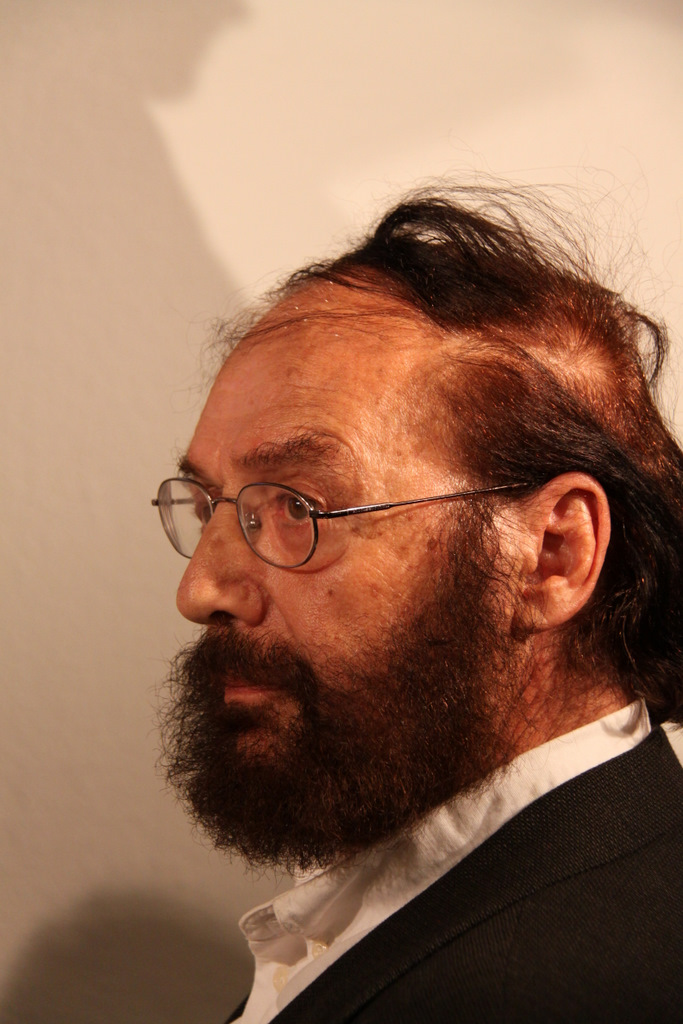
Frithjof Bergmann (1930–2021)

- Bergmann, Fritz (1929–2025), deutscher Politiker (SPD), MdL
- Bergmann, Fritz von (1907–1982), deutscher Hochschullehrer
- Bergmann, Georg (1819–1870), deutscher Maler
- Bergmann, Gerhard (1901–1945), deutscher Historiker und Leiter einer Hochschule für Lehrerbildung
- Bergmann, Gerhard (1914–1981), deutscher evangelischer Pfarrer, Autor und Evangelist der Deutschen Zeltmission
- Bergmann, Gerhard (1923–2016), deutscher Chemiker
- Bergmann, Gerhart (1922–2007), deutscher Maler
- Bergmann, Gertrud (1899–1970), deutsche Schauspielerin und Hörspielsprecherin
- Bergmann, Gertrud (1910–1985), deutsche Bildhauerin, Medailleurin und Kunsthandwerkerin
- Bergmann, Gottlob Heinrich (1781–1861), deutscher Psychiater
- Bergmann, Gretel (1914–2017), deutsch-US-amerikanische Hochspringerin
- Bergmann, Günter (1910–1998), deutscher Mathematiker, Botaniker und Komponist und Hochschullehrer
- Bergmann, Günther (* 1965), deutscher Politiker (CDU), MdL
- Bergmann, Gustav (1749–1814), deutschbaltischer Pastor, Schriftsteller, Volksaufklärer und Arzt
- Bergmann, Gustav (1890–1973), deutscher Jurist und Politiker (LDP)
- Bergmann, Gustav (1906–1987), österreichisch-amerikanischer Wissenschaftstheoretiker
- Bergmann, Gustav (* 1957), deutscher Innovations- und Kompetenzforscher
- Bergmann, Gustav Adolf (1816–1891), deutscher Kaufmann und Politiker, MdR
- Bergmann, Gustav von (1878–1955), deutscher Internist
- Bergmann, Hans-Heiner (* 1939), deutscher Autor, Biologe, Ethologe und Zoologe
- Bergmann, Harald (* 1963), deutscher Filmemacher
- Bergmann, Heinrich (1799–1887), hannoverscher Offizier, Politiker, Hochschulkurator, Verwaltungsjurist, Konsistorialdirektor, Kultusminister und Geheimer Rat
- Bergmann, Heinrich (1902–1980), deutscher Polizist und SS-Führer
- Bergmann, Hellmuth (1899–1974), deutscher Schauspieler, Schauspiellehrer und Hörspielsprecher
- Bergmann, Helmut (1898–1946), deutscher Jurist und Diplomat, Kriegsverbrecher
- Bergmann, Helmut (1926–1998), deutscher Kameramann
- Bergmann, Herbert (* 1929), deutscher DBD-Funktionär, MdV
- Bergmann, Hermann (1816–1886), österreichischer Architekt
- Bergmann, Hermann (1926–2019), deutscher Komponist, Liedtexter, Autor und Künstler
- Bergmann, Herr (* 1989), deutscher Webvideoproduzent, Regisseur und DrehbuchautorHerr Bergmann (* 1989)

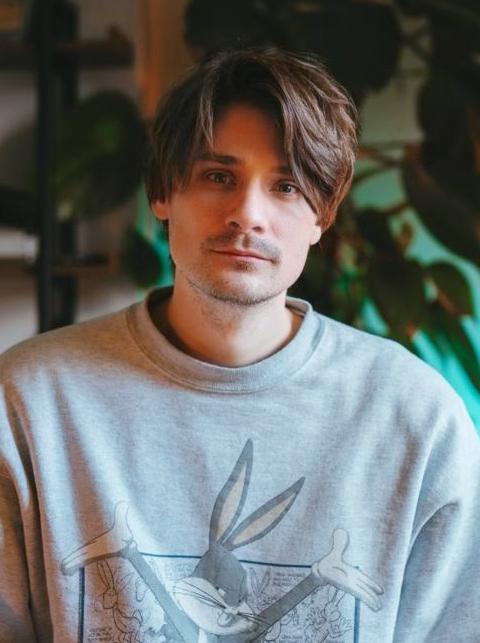
Herr Bergmann (* 1989)

- Bergmann, Herta (* 1926), deutsche Politikerin (SED), Landtagsabgeordnete von Sachsen, Abgeordnete der Länderkammer der DDR
- Bergmann, Hilda (1878–1947), österreichische Schriftstellerin und Übersetzerin
- Bergmann, Holger (* 1965), deutscher Kurator, Mentor und Geschäftsführer
- Bergmann, Horst (1929–2013), deutscher Schauspieler und Hörspielsprecher
- Bergmann, Horst (1937–2016), deutscher Ringer
- Bergmann, Hubert (* 1961), deutscher Jazz- und Improvisationsmusiker
- Bergmann, Hugo (1904–1988), deutscher Politiker (KPD, SED) und Funktionär des Kulturbundes der DDR
- Bergmann, Ina (* 1966), deutsche Journalistin und Fernsehmoderatorin
- Bergmann, Inge (1927–2016), deutsche Unternehmerin
- Bergmann, Ingo (* 1978), deutscher Politiker (SPD)
- Bergmann, Jaan (1856–1916), estnischer Pastor, Dichter und Übersetzer
- Bergmann, Jacinto (* 1951), brasilianischer Geistlicher, römisch-katholischer Erzbischof von Pelotas
- Bergmann, Jan (* 1966), deutscher Verwaltungsrichter und Hochschullehrer
- Bergmann, Joachim (1906–1974), deutscher Rechtsanwalt
- Bergmann, Joachim (1933–2019), deutscher Industriesoziologe
- Bergmann, Johann (1887–1958), deutscher römisch-katholischer Priester
- Bergmann, Johann Engelbert († 1821), Bürgermeister von Elberfeld
- Bergmann, Johann Ernst (1755–1824), deutscher lutherischer Pfarrer
- Bergmann, Johann Gottfried (1795–1831), sächsischer Hofschauspieler und Sänger
- Bergmann, Johann Kaspar (1720–1778), Bürgermeister von Elberfeld
- Bergmann, Johannes (1865–1939), deutscher Lehrer, Pfarrer und Politiker (Deutschsoziale Partei)
- Bergmann, Jörg (* 1946), deutscher Soziologe
- Bergmann, Josef (1888–1952), deutscher Kirchenmaler
- Bergmann, Josef (1913–2005), deutscher Kommunist, Gewerkschafter und Widerstandskämpfer gegen den Nationalsozialismus
- Bergmann, Josef von (1796–1872), österreichischer Historiker
- Bergmann, Joseph Friedrich (1849–1917), deutscher Verleger
- Bergmann, Judah (1874–1954), galizisch-deutsch-israelischer Rabbiner
- Bergmann, Julie (1843–1894), deutsche Theaterschauspielerin
- Bergmann, Julius (1839–1904), deutscher Philosoph
- Bergmann, Julius (1861–1940), deutscher Maler
- Bergmann, Julius (1894–1952), deutscher SA-Führer und verurteilter Mörder
- Bergmann, Julius von (1834–1908), preußischer General der Infanterie
- Bergmann, Jürgen (* 1936), deutscher Historiker und Politikwissenschaftler
- Bergmann, Kai (* 1973), deutscher Grafikdesigner und Professor für Interdisziplinäre Gestaltung
- Bergmann, Karin (* 1953), deutsche TheaterfachfrauKarin Bergmann (* 1953)

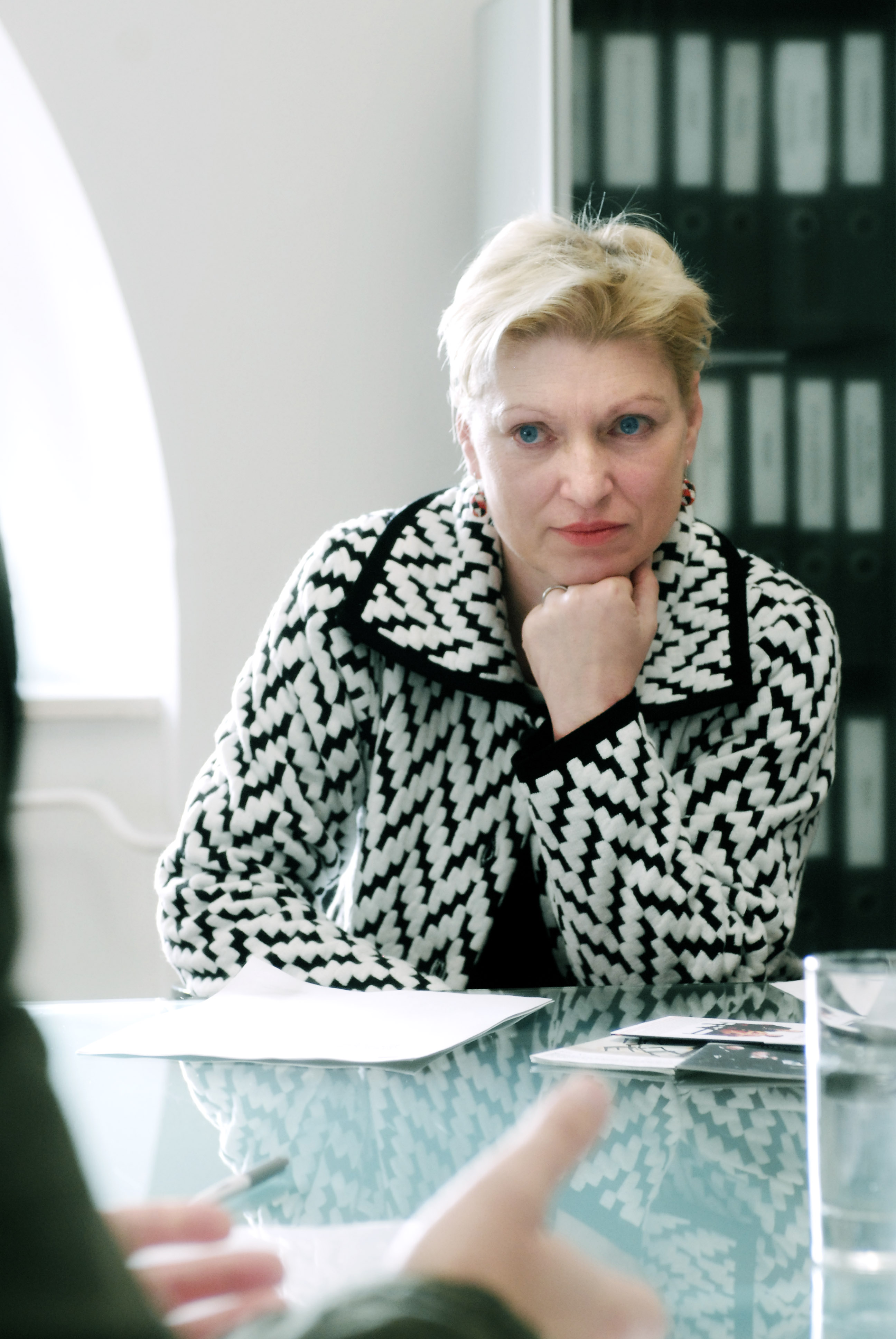
Karin Bergmann (* 1953)

- Bergmann, Karl (1906–1992), deutscher Kunstschmied und Metallgestalter
- Bergmann, Karl (1907–1979), deutscher Politiker (SPD), MdL, MdB, MdEP
- Bergmann, Karl Hans (1910–2007), deutscher Publizist
- Bergmann, Karl-Christian (* 1942), deutscher Pneumologe und Allergologe
- Bergmann, Karl-Heinz (1936–2001), deutscher Fußballtorwart
- Bergmann, Klaas (* 1942), deutscher Physiker
- Bergmann, Klaus (1938–2002), deutscher Historiker und Geschichtsdidaktiker
- Bergmann, Knut (* 1972), deutscher Publizist und Politikwissenschaftler
- Bergmann, Kurt (* 1929), österreichischer Kfz-Mechanikermeister, Rennwagenbauer, Rennstallbetreiber und Chef des Kaimann-Teams
- Bergmann, Kurt (1934–2020), deutscher Elektrotechniker
- Bergmann, Kurt (1935–2016), österreichischer Journalist und Politiker (ÖVP), Abgeordneter zum Nationalrat
- Bergmann, Lazarus (1799–1852), Gelehrter, Rabbiner und Unternehmer in Jerusalem
- Bergmann, Lean (* 1998), deutscher Eishockeyspieler
- Bergmann, Leon (* 2004), österreichischer Handballspieler
- Bergmann, Liborius von (1754–1823), deutschbaltischer Geistlicher
- Bergmann, Lothar (1931–2004), deutscher Kommunalpolitiker
- Bergmann, Ludwig (1898–1959), deutscher Physiker und Hochschullehrer
- Bergmann, Ludwig (* 1927), deutscher Botaniker und Hochschullehrer
- Bergmann, Mara (* 1982), deutsche Reporterin, Sprecherin und ModeratorinMara Bergmann (* 1982)

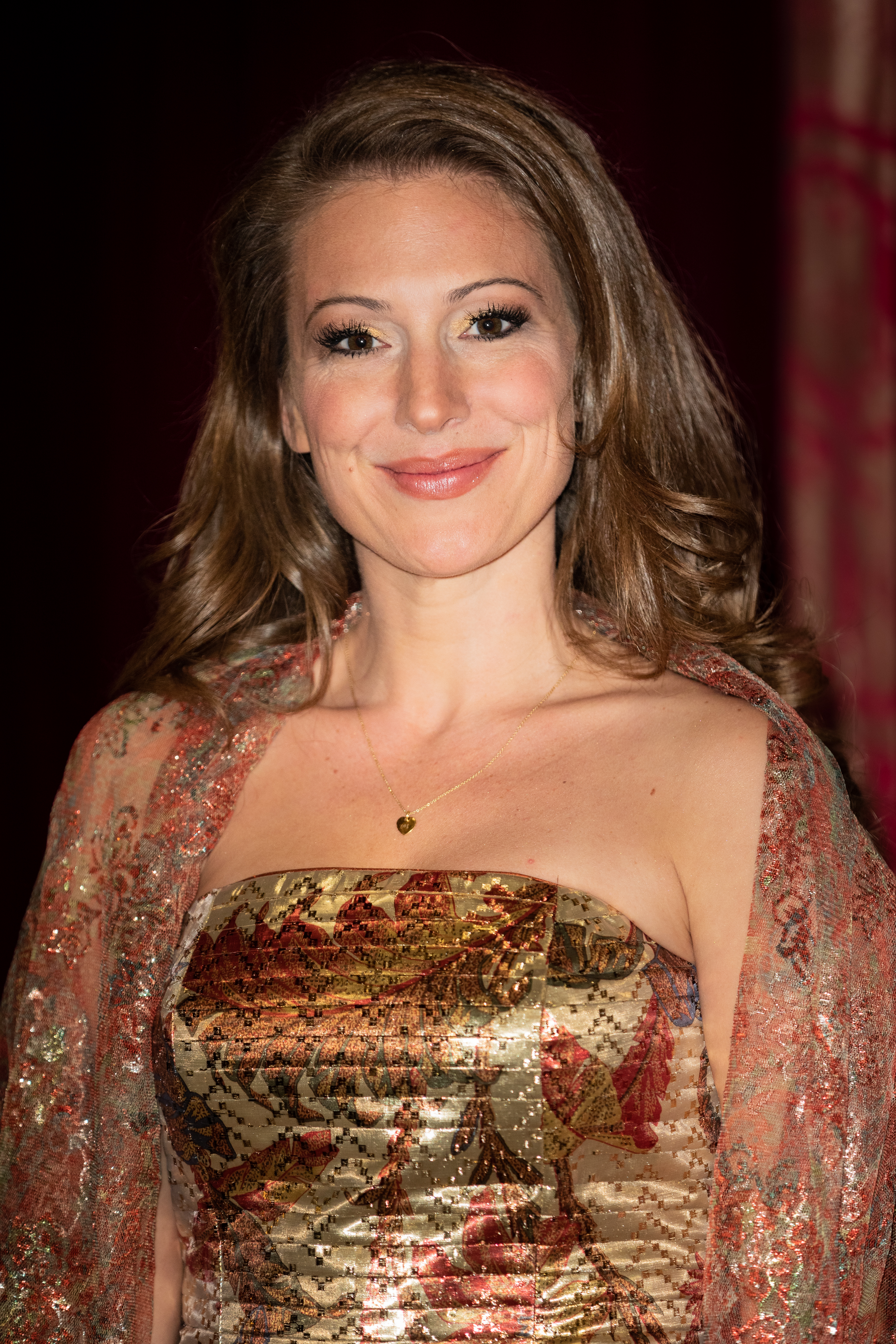
Mara Bergmann (* 1982)

- Bergmann, Marcel (* 1964), deutscher Autor und Sportredakteur
- Bergmann, Marcus, deutscher Jurist und Hochschullehrer
- Bergmann, Marcus (* 1964), österreichischer Diplomat
- Bergmann, Margret (* 1940), italienische Schriftstellerin (Südtirol)
- Bergmann, Maria (1918–2002), deutsche Pianistin
- Bergmann, Marianne (* 1943), deutsche Klassische Archäologin
- Bergmann, Marie († 1878), deutsche Theaterschauspielerin
- Bergmann, Martin (* 1983), deutscher Film- und Theaterschauspieler
- Bergmann, Matthias (* 1951), deutscher Wissenschaftler mit dem Forschungsschwerpunkt Transdisziplinäre Methoden und Konzepte
- Bergmann, Matthias (* 1972), deutscher Jazztrompeter
- Bergmann, Max (1844–1914), deutscher Landrat; MdHdA, MdR
- Bergmann, Max (* 1874), deutscher Arzt, Leiter des Jüdischen Krankenhauses in Hannover und Opfer des Holocaust
- Bergmann, Max (1884–1955), deutscher Maler
- Bergmann, Max (1886–1944), deutsch-US-amerikanischer Wissenschaftler
- Bergmann, Meir Tzvi (* 1930), israelischer charedischer Rabbiner und Gelehrter
- Bergmann, Mette (* 1962), norwegische Leichtathletin
- Bergmann, Michael (1633–1675), deutscher Autor von Nachschlagewerken
- Bergmann, Michael Adam (1733–1782), deutscher Historiker, Bürgermeister und Stadtoberrichter von München
- Bergmann, Michel (1945–2025), schweizerisch-deutscher Regisseur, Filmproduzent, Journalist und SchriftstellerMichel Bergmann (1945–2025)

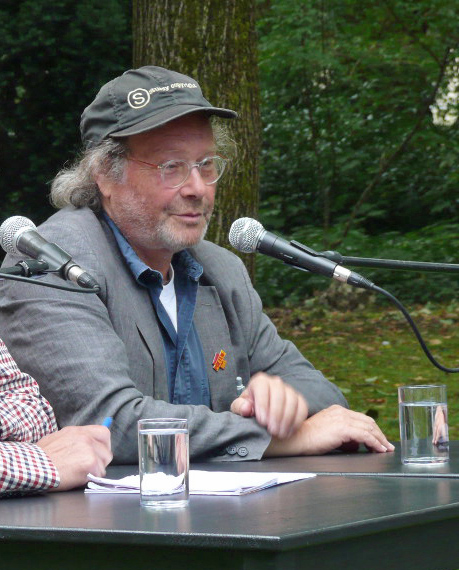
Michel Bergmann (1945–2025)

- Bergmann, Monika, deutsche Kanutin
- Bergmann, Monika (* 1978), deutsche Skirennläuferin
- Bergmann, Norbert (* 1954), deutscher Gewichtheber
- Bergmann, Otto (1900–1961), deutscher kommunistischer Widerstandskämpfer
- Bergmann, Otto Hermann (1886–1944), deutscher kommunistischer Widerstandskämpfer gegen den Nationalsozialismus
- Bergmann, Paul (1881–1951), deutscher Politiker (SPD, USPD), MdHB, MdR
- Bergmann, Peter (1915–2002), deutschamerikanischer theoretischer Physiker
- Bergmann, Peter († 2009), Toter
- Bergmann, Philipp Arne (* 1991), deutscher Volleyball- und Beachvolleyballspieler
- Bergmann, Pia (* 1975), deutsche Germanistin
- Bergmann, Ralf (1962–2025), deutscher Politiker (SPD)
- Bergmann, Ralph (* 1965), deutscher Informatiker
- Bergmann, Ralph (* 1970), deutscher Volleyball-Nationalspieler
- Bergmann, Ramona (* 1981), deutsche Drehbuchautorin und Filmproduzentin
- Bergmann, Reinhard (1950–2021), deutscher Maler
- Bergmann, Richard (1821–1870), deutscher Epigraphiker und Gymnasiallehrer
- Bergmann, Richard (1919–1970), österreichischer Tischtennisspieler
- Bergmann, Richard von (1819–1877), preußischer Generalleutnant und Inspekteur der 3. Feldartillerie-Inspektion
- Bergmann, Robert (1841–1912), deutscher Architekt und preußischer Baubeamter
- Bergmann, Robert (1886–1966), deutscher Politiker (NSDAP), MdR und SS-FührerRobert Bergmann (1886–1966)

Robert Bergmann (1886–1966)

- Bergmann, Robert (* 1949), deutscher Generalmajor des Heeres der Bundeswehr
- Bergmann, Roberta (* 1979), deutsche Designerin
- Bergmann, Roland (* 1960), deutscher Bassist, Sänger und Songwriter
- Bergmann, Rolf (* 1937), deutscher Linguist und germanistischer Mediävist
- Bergmann, Rolf (1942–2015), deutscher Schriftsteller
- Bergmann, Rolf von (1953–1988), deutscher Fotograf
- Bergmann, Roswitha von (1926–2004), deutsche Politikerin (FDP), MdL
- Bergmann, Rudi (1916–2003), deutscher Politiker (CDU), MdHB
- Bergmann, Rüdiger (* 1942), deutscher Maler
- Bergmann, Rudolf (1909–2013), deutscher Staatsbeamter und SS-Führer
- Bergmann, Rupert (* 1965), österreichischer Opernsänger (Bassbariton)
- Bergmann, Siegfried (1932–2021), deutscher Naturfilmer und Kameramann
- Bergmann, Sigi (* 1938), österreichischer Sportjournalist, Boxexperte sowie langjähriger ORF-ModeratorSigi Bergmann (* 1938)

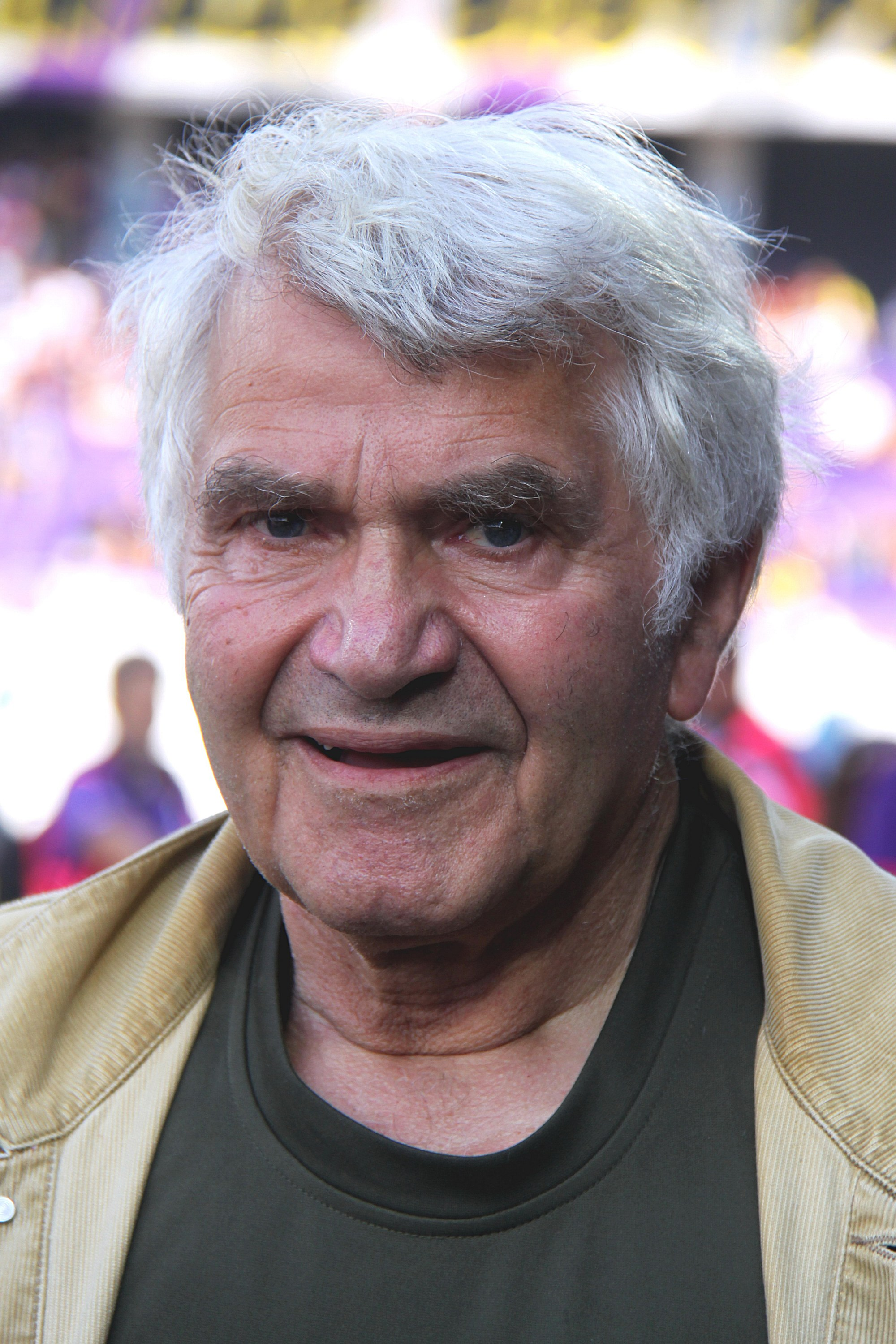
Sigi Bergmann (* 1938)

- Bergmann, Sigmund (1851–1927), deutschamerikanischer Unternehmer und Erfinder
- Bergmann, Stefan (* 1959), deutscher Journalist und Historiker
- Bergmann, Stefan (* 1968), deutscher Journalist
- Bergmann, Steffi (* 1985), deutsche Handballspielerin
- Bergmann, Stephan (* 1980), österreichischer Regisseur
- Bergmann, Theodor (1850–1931), deutscher Unternehmer und Erfinder
- Bergmann, Theodor (1868–1948), deutscher Politiker der Zentrumspartei und der CDU, Unternehmer und Schriftsteller
- Bergmann, Theodor (1880–1934), deutscher Unternehmer und Kriegssammler im Ersten Weltkrieg
- Bergmann, Theodor (1916–2017), deutscher Agrarwissenschaftler und Buchautor
- Bergmann, Theodor (* 1996), deutscher Fußballspieler
- Bergmann, Thomas (* 1963), deutscher Richter und Fußballfunktionär
- Bergmann, Thomas (* 1989), österreichischer Fußballspieler
- Bergmann, Tim (* 1972), deutscher Schauspieler
- Bergmann, Tobias (* 1971), deutscher Politiker (SPD)Tobias Bergmann (* 1971)

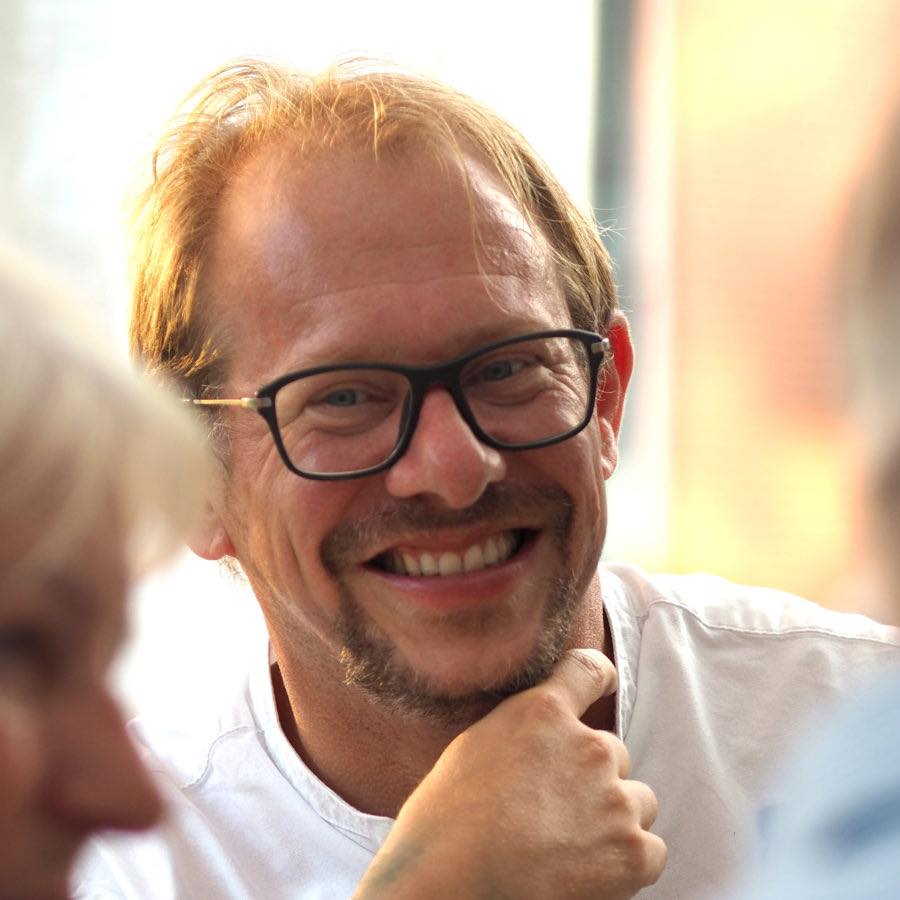
Tobias Bergmann (* 1971)

- Bergmann, Ulrich (* 1945), deutscher Schriftsteller
- Bergmann, Waltari (1918–2000), deutscher Lehrer und Heimatforscher
- Bergmann, Walter von (1864–1950), deutscher General der Infanterie
- Bergmann, Walther (1914–1979), deutscher Maler, Buchgestalter und Grafikdesigner
- Bergmann, Werner (1912–1963), deutscher FIFA-Schiedsrichter
- Bergmann, Werner (1920–2013), deutscher Agrarwissenschaftler
- Bergmann, Werner (1921–1990), deutscher Kameramann
- Bergmann, Werner (* 1946), deutscher Historiker
- Bergmann, Werner (* 1950), deutscher Soziologe, Professor der Soziologie
- Bergmann, Werner (* 1953), deutscher Schriftsteller und Heimatforscher, Kreisarchivpfleger
- Bergmann, Wilfried (* 1945), deutscher Rechtswissenschaftler und Hochschullehrer
- Bergmann, Wilhelm (1866–1938), deutscher Verwaltungsbeamter
- Bergmann, Wilhelm (1869–1949), deutscher Bergingenieur und Unternehmer in der Montanindustrie
- Bergmann, Willi, deutscher Fußballspieler
- Bergmann, Wolfgang (1944–2011), deutscher Pädagoge und Sachbuchautor
- Bergmann, Wolfgang (* 1962), deutscher Publizist und Theater-Redakteur
- Bergmann, Wolfgang (* 1963), österreichischer Manager
- Bergmann-Franken, Alois (1897–1965), deutscher Kunstmaler
- Bergmann-Hannak, Herbert (1921–2013), deutscher Maler und Grafiker
- Bergmann-Michel, Ella (1895–1971), deutsche Fotografin und Filmemacherin
- Bergmann-Pohl, Sabine (* 1946), deutsche Politikerin (CDU), MdV, MdBSabine Bergmann-Pohl (* 1946)

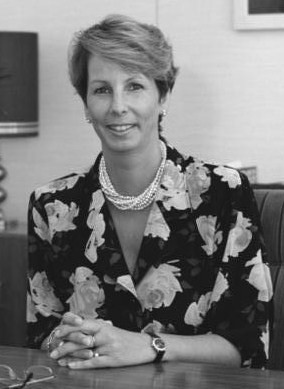
Sabine Bergmann-Pohl (* 1946)

- Bergmann-Winberg, Marie-Louise von (* 1946), finnische Politologin

##### Bergmans
- Bergmans, Wim (1940–2018), niederländischer Zoologe

#### Bergmar
- Bergmark Elfgren, Sara (* 1980), schwedische Schriftstellerin
- Bergmark, Orvar (1930–2004), schwedischer Fußballspieler und -trainer

### Bergme
- Bergmeier, Anton (1913–1987), deutscher Arrestaufseher im KZ Buchenwald
- Bergmeier, Florian (* 1967), deutscher Schriftsteller und Übersetzer
- Bergmeier, Heinrich († 1524), Bischof von Ratzeburg
- Bergmeier, Karl Albert (1856–1897), deutscher Bildhauer
- Bergmeier, Rolf (* 1940), deutscher Autor
- Bergmeier, Rolf (* 1957), deutscher Bildhauer
- Bergmeier, Tessa (* 1989), deutsches Model und Popsängerin
- Bergmeier, Theodor (* 1934), deutscher Fußballspieler
- Bergmeister, Dagmar (1929–2013), deutsche Fernsehansagerin
- Bergmeister, Hermann (1869–1938), österreichischer Landschaftsmaler und Pädagoge
- Bergmeister, Jörg (* 1976), deutscher AutorennfahrerJörg Bergmeister (* 1976)

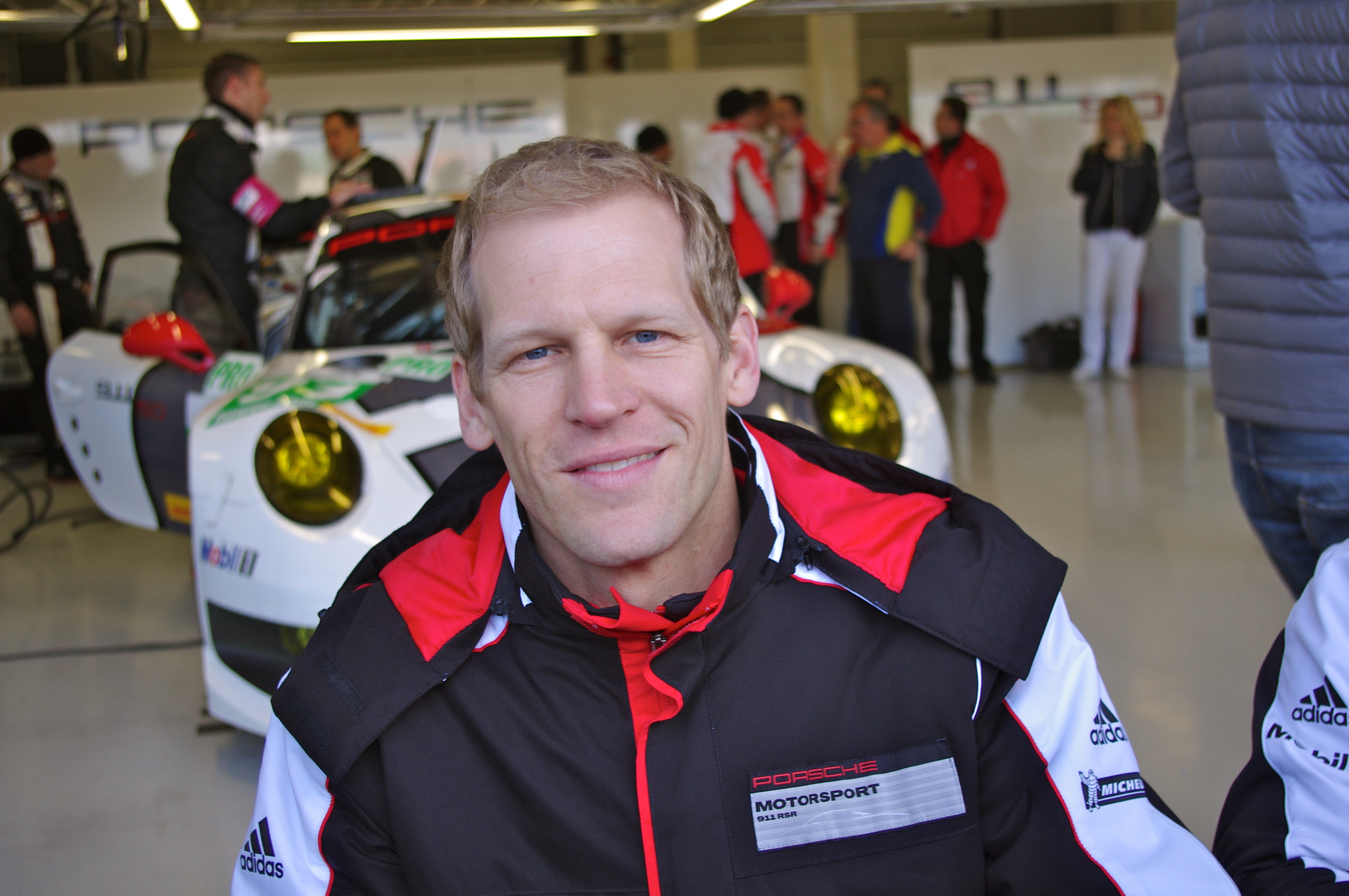
Jörg Bergmeister (* 1976)

- Bergmeister, Konrad (* 1959), italienischer Ingenieur (Südtirol) und Hochschullehrer, Universitätsprofessor und Präsident der Freien Universität Bozen
- Bergmeister, Manfred (1927–2019), deutscher Kunstschmied
- Bergmeister, Otto (1845–1918), österreichischer Chirurg und Augenarzt
- Bergmeister, Stefan (* 1996), österreichischer Fußballspieler
- Bergmeister, Tim (* 1975), deutscher Rennfahrer
- Bergmeister, Volker (* 1959), deutscher Journalist und Autor
- Bergmeister, Willi (1949–2013), deutscher Autorennfahrer
- Bergmeyer, Bernhard (1897–1987), deutscher Politiker (CDU), MdB

### Bergmi
- Bergmiller, Fritz (1875–1930), deutscher Förster und Jagdschriftsteller

### Bergmo
- Bergmoser, Fabian (* 2000), deutscher Volleyballspieler

### Bergmu
- Bergmüller, Andreas (1661–1748), deutscher Kistler, Tischler, Schreiner, Menuisier und Kunsthandwerker
- Bergmüller, Anton (* 1690), Kistler, Tischler, Schreiner, Menuisier und Kunsthandwerker
- Bergmüller, David (* 1989), österreichischer Lautenist, Komponist und Pädagoge
- Bergmüller, Dominikus (* 1707), deutscher Kunstschreiner
- Bergmüller, Franz (* 1965), deutscher Gastwirt und Politiker (AfD), MdL
- Bergmüller, Franz Joseph (1733–1796), Kunstschreiner
- Bergmüller, Friedrich (1818–1884), österreichischer Bierbrauer und Politiker
- Bergmüller, Johann (1657–1737), deutscher Kistler, Tischler, Schreiner, Menuisier und Kunsthandwerker
- Bergmüller, Johann (1738–1792), deutscher Kistler, Tischler, Schreiner, Menuisier und Kunsthandwerker
- Bergmüller, Johann Andreas, deutscher Maler
- Bergmüller, Johann Baptist (1724–1785), deutscher Maler, Kupferstecher, Verleger
- Bergmüller, Johann Georg (1688–1762), deutscher Freskomaler des Barocks
- Bergmüller, Mira (* 1970), deutsche Holzbildhauerin und bildende Künstlerin